# Lijst van rijksmonumenten in Duin en Kruidberg
Landgoed Duin en Kruidberg telt 14 inschrijvingen in het rijksmonumentenregister. Hieronder een overzicht.
| Object                                                                         | Oorspronkelijke functie?  | Bouwjaar  | Architect                                                     | Locatie                        | Coördinaten?                  | Nr.?   | Afbeelding        |
| ------------------------------------------------------------------------------ | ------------------------- | --------- | ------------------------------------------------------------- | ------------------------------ | ----------------------------- | ------ | ----------------- |
| Duin en Kruidberg: hoofdgebouw                                                 | Kasteel, buitenplaats     | 1907-1909 | J.J. van Nieukerken, M.A. van Nieukerken en J. van Nieukerken | Duin- en Kruidbergerweg 60     | 52° 26' 3" NB, 4° 37' 33" OL  | 520693 | Meer afbeeldingen |
| Duin en Kruidberg: moestuin                                                    | Tuin, park en plantsoen   | 1700-1925 |                                                               | Duin- en Kruidbergerweg bij 60 | 52° 25' 59" NB, 4° 37' 36" OL | 520694 | Upload foto       |
| Duin en Kruidberg: ijskelder genaamd "Nova Zembla"                             | Tuin, park en plantsoen   | 1845      |                                                               | Duin- en Kruidbergerweg bij 60 | 52° 25' 59" NB, 4° 37' 36" OL | 520695 | Meer afbeeldingen |
| Duin en Kruidberg: tuinbank                                                    | Tuin, park en plantsoen   | 1922      |                                                               | Duin- en Kruidbergerweg bij 60 | 52° 25' 59" NB, 4° 37' 36" OL | 520696 | Upload foto       |
| Duin en Kruidberg: twee hekpijlers                                             | Erfscheiding              | 1901-1925 |                                                               | Duin- en Kruidbergerweg bij 60 | 52° 25' 59" NB, 4° 37' 36" OL | 520697 | Upload foto       |
| Duin en Kruidberg: hek langs de westzijde van de Duin en Kruidbergerweg        | Erfscheiding              | 1912      |                                                               | Duin- en Kruidbergerweg bij 60 | 52° 25' 59" NB, 4° 37' 36" OL | 520698 | Upload foto       |
| Duin en Kruidberg: hek langs de oostzijde van de Duin en Kruidbergerweg        | Erfscheiding              | 1912      |                                                               | Duin- en Kruidbergerweg bij 47 | 52° 25' 59" NB, 4° 37' 48" OL | 520699 | Meer afbeeldingen |
| Duin en Kruidberg: parkaanleg                                                  | Tuin, park en plantsoen   | 1908-1912 | L.A. Springer                                                 | Duin- en Kruidbergerweg bij 60 | 52° 25' 59" NB, 4° 37' 36" OL | 520700 | Meer afbeeldingen |
| Duin en Kruidberg: portierswoning                                              | Dienstwoning              | 1903      |                                                               | Duin- en Kruidbergerweg 47     | 52° 26' 0" NB, 4° 37' 43" OL  | 520701 | Meer afbeeldingen |
| Duin en Kruidberg: hekpijlers langs de oostzijde van de Duin en Kruidbergerweg | Erfscheiding              | 1912      |                                                               | Duin- en Kruidbergerweg bij 47 | 52° 25' 59" NB, 4° 37' 48" OL | 520702 | Meer afbeeldingen |
| Duin en Kruidberg: stalgebouw annex koetshuis                                  | Bijgebouwen kastelen enz. | 1899      |                                                               | Duin- en Kruidbergerweg 52     | 52° 26' 5" NB, 4° 37' 38" OL  | 520703 | Meer afbeeldingen |
| Duin en Kruidberg: hekpijlers langs de westzijde van de Duin en Kruidbergerweg | Erfscheiding              | 1901-1925 |                                                               | Duin- en Kruidbergerweg bij 52 | 52° 25' 60" NB, 4° 37' 29" OL | 520704 | Upload foto       |
| Duin en Kruidberg: tuinmanswoning                                              | Bijgebouwen kastelen enz. | 1895      |                                                               | Duin- en Kruidbergerweg 70     | 52° 25' 57" NB, 4° 37' 43" OL | 520705 | Meer afbeeldingen |
| Duin en Kruidberg: voormalige chauffeurswoning                                 | Dienstwoning              | 1910      |                                                               | Duin- en Kruidbergerweg 74     | 52° 25' 51" NB, 4° 37' 35" OL | 520706 | Meer afbeeldingen |
| Boerderij Kruidberg                                                            | Boerderij                 |           |                                                               | Duin- en Kruidbergerweg 43     | 52° 26' 2" NB, 4° 37' 48" OL  | 37098  | Meer afbeeldingen |

## Gemeentelijke monumenten
Duin en Kruidberg kent daarnaast 2 gemeentelijke monumenten:
| Object          | Bouwjaar | Architect | Locatie                        | Coördinaten                   | Nr.       | Afbeelding  |
| --------------- | -------- | --------- | ------------------------------ | ----------------------------- | --------- | ----------- |
| Drie grenspalen |          |           | Duin en Kruidberg/Heerenduinen |                               | 0453/SN02 | Upload foto |
| Boerderij       |          |           | Duin en Kruidbergerweg 89-91   | 52° 25' 50" NB, 4° 37' 37" OL | 0453/SN04 | Boerderij   |